# Per Højholt
Per Højholt (født 22. juli 1928 i Esbjerg, døbt Per Højholt Jørgensen navneændring 30. maj 1958, død 15. oktober 2004) var en indflydelsesrig dansk digter, der var uddannet bibliotekar. Han var borgerligt viet med børnehavelærer Lone Bang Hansen (født 24. august 1933 i København) på Skælskør borgmesterkontor 9. juli 1955. En stor del af sit liv boede han i Hørbylunde ved Silkeborg.

## Karriere
Han debuterede som 20-årig i 1948 med digtkredsen De nøgne i det litterære tidsskrift Heretica. Året efter udkom digtsamlingen Hesten og Solen, som var stærkt inspireret af miljøet omkring Heretica. Han brød igennem til en modernistisk stil med Poetens Hoved i 1963 og Provinser (1964), Show (1966), og Min hånd 66 (1966). Han fik sit folkelige gennembrud med Gittes monologer. Han er kendt for sin Praksis-serie og romanerne 6512 (1969), Auricula (2003) og den posthume og ufuldendte Hans Henrik Mattesen – En monografi (2007).
Digtsamlingen Turbo er indspillet som tidlig dansk elektroniske musik af radioproducer Peter Kristiansen og tekniker Clemens Johansen som en radiomontage i (1968) og står som en milepæl i denne genre. Den udsendtes på LP'en Turbo – en spacefiction og er genudgivet sammen med en ny fortolkning af Turbo på dobbelt cd'en Tilbage til TURBO (2001).
Samme år satte Peter Christiansen og Clemens Johansen lyd til digtet i en radiomontage med samme navn som bogen. Kort efter radiomontagen på DR, udgav Det Schønbergske Forlag dele af montagen på LP'en – en spacefiction
Nogle af Gittes monologer udkom på LP som "Gittes sidste monologer" oplæst af Højholt selv. "Sidste" henfører til, at Per Højholt prøvede at tage livet af Gitte, hvad han ikke slap godt fra.
Per Højholt har modtaget bl.a. Det Danske Akademis Store Pris (1982), Modersmål-Prisen (1991), Kritikerprisen (1995), Holberg-medaljen (1997) og Statens Kunstfonds livsvarige ydelse.
Højholt var også en betydningsfuld boganmelder (se Ejnar Nørager Pedersen: Per Højholt anmelder og samtaler – en bibliografi, 2005).